# Cyperus pulguerensis
Cyperus pulguerensis là loài thực vật có hoa trong họ Cói. Loài này được M.T.Strong mô tả khoa học đầu tiên năm 2005.